# Honigfels

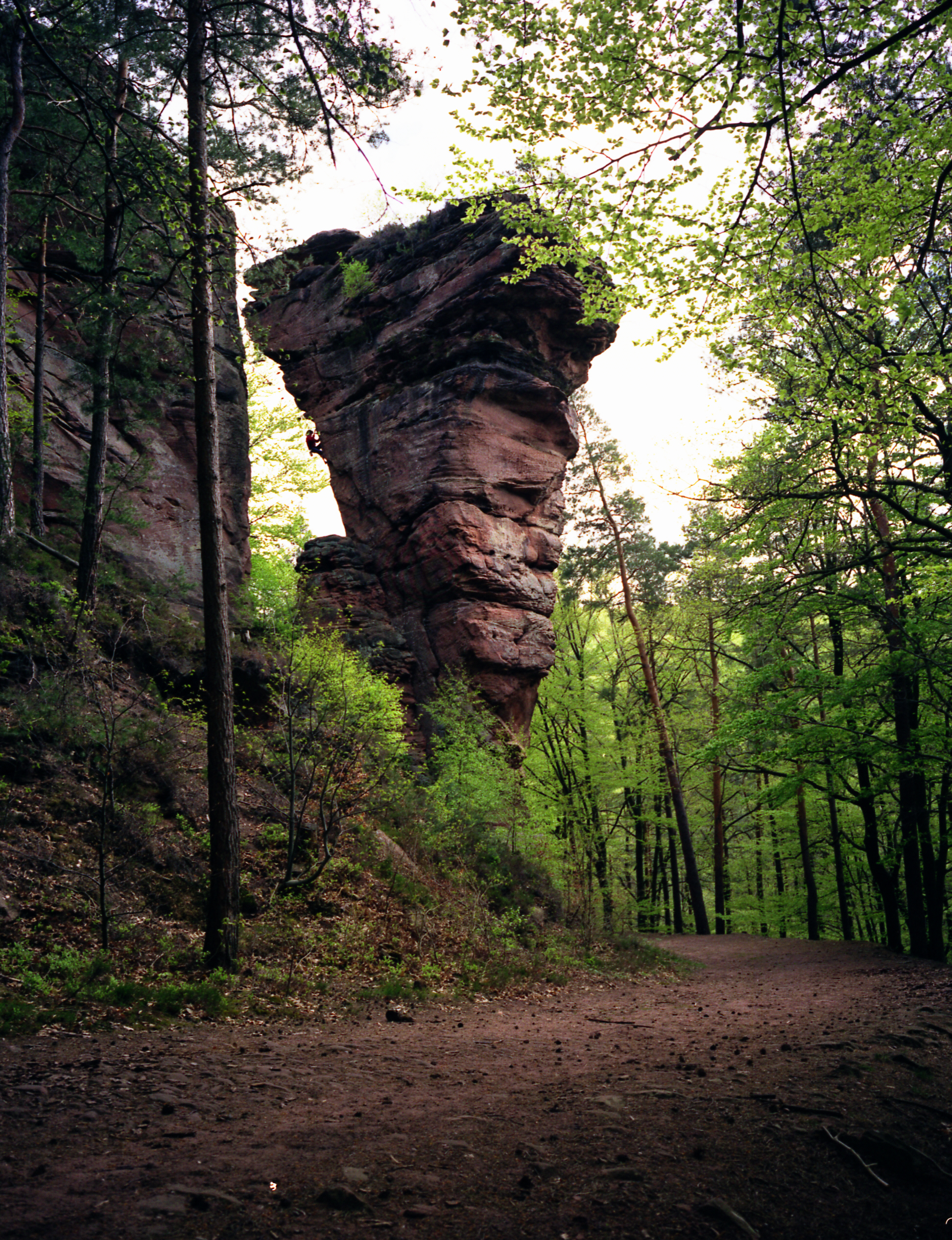
Honigfels mit Kletterer an der linken Kante

Der Honigfels – alternativ Honigfelsen oder Honig genannt – ist eine Felsformation im Pfälzerwald.

## Lage
Der Felsen befindet sich innerhalb des Wasgau im Norden Gemarkung der Ortsgemeinde Busenberg im Bärenbrunner Tal. Etwas weiter östlich befindet sich das Gemarkungsdreieck mit Schwanheim und Oberschlettenbach sowie weiter nördlich dasjenige mit Schwanheim und Hauenstein. Nächstgelegene Siedlung ist der fast unmittelbar westlich liegende Bärenbrunnerhof. Weiter südwestlich entspringt der Kuhbach. In unmittelbarer Nachbarschaft stehen der Klosterfels, der Nonnenfels, der Pferchfeldfels und der Sternfels. Östlich erstreckt sich zudem der 390 Meter hohe Haselstein.

## Geschichte und Beschaffenheit
Es handelt sich um einen insgesamt maximal 23 Meter und durchschnittlich 16 Meter hohen Buntsandsteinfelsen der Trifels-Schichten. Er wurde im Jahr 1922 erstmals von den Brüdern Fritz und Theo Mann aus Ludwigshafen am Rhein bestiegen. Im Lauf des 20. Jahrhunderts wurde am Honigfels ein Gipfelbuch angebracht. Seine Gestalt erinnert an eine Keule.

## Tourismus
Der Fels wird von Sportkletterern frequentiert und ist Teil des Klettergebiets Pfälzer Wald. Mit dem Normalweg (VI-) dem „Flug des Albatros“ (VII+), dem „Pfälzer Sanduhrdrama“ (IX-), „Ulis Ochsenfahrt“, „Südwestwand (Zirkelweg)“ und mehreren anderen verfügt er über insgesamt 22 Routen. Unmittelbar westlich am Fels vorbei führt der Rundwanderweg Hauensteiner Nr. 1, der zugleich eine ehemalige Militärstraße bildet.